# Rothschild & Co
Rothschild & Co, multinacionalna bankarska kuća koja se bavi investicijskim bankarstvom i financijskim uslugama, utemeljena 2015. godine kada je dovršeno spajanje britanske bankarske kuće N M Rothschild & Sons i francuske bankarske kuće Rothschild & Cie Banque, odnosno njene krovne kuće Paris Orléans, čime je nastala nova bankarska kuća kojom zajednički upravljaju članovi britanske i francuske loze obitelji Rothschild.

## Povijest nove banke
Godine 2003. britanska banka N M Rothschild & Sons i francuska banka Rothschild & Cie Banque počele su pregovore o spajanju pod vodstvom francuskog bankara Davida Renéa de Rothschilda. Godine 2011. N M Rothschild & Sons promijenila je ime u "Rothschild & Co", što je 2015. godine učinila i krovna francuska tvrtka Paris Orléans. Nakon što je 2017. godine novoutemeljena multinacionalna banka kupila privatnu francusku banku Martin Maurel, postala je glavna privatna banka u Francuskoj.

## Vanjske poveznice
- Službene stranice (engl.)